# Battaglia di León (1915)
La battaglia di León, conosciuta anche come la battaglia di Santa Ana del Conde, è stato uno scontro militare della rivoluzione messicana, tra le forze della División del Norte, comandata da Pancho Villa, contro le truppe costituzionaliste al comando del generale Álvaro Obregón, avvenuto il 3 giugno 1915, nelle vicinanze di León, Guanajuato. Villa concentrò il suo esercito a Duarte e Obregón a Trinidad, vicino a Santa Ana del Conde, da dove pianificò la sua strategia per attaccare l'impulsivo Villa, il cui obiettivo era prendere León. In questa battaglia, Obregón, che sarebbe stato presidente dal 1920 al 1924, perse un braccio.

## Inizi della battaglia di León
Nel 1915, dopo essere stato sconfitto nella battaglia di Celaya, Pancho Villa cominciò a concentrare le sue forze a León, dove aveva già riunito approssimativamente 32 000 uomini e si aspettava di ricevere altri cinque o sei mila in più.
Dall'altro lato Álvaro Obregón decise di seguire i villisti nella loro ritirata. Villa ripiegò su León per strategia, per condurre Obregón ai campi di quella zona del Bajío, dove credeva di poter essere più potente con la sua cavalleria.

## Presa di Duarte e Trinidad
Gli obregonisti stabilirono il loro centro operativo il 7 maggio 1915 nella stazione di La Trinidad, la più vicina al villaggio di Santa Ana del Conde. Obregón selezionò la sua fanteria per formare una linea da questo villaggio fino a Otates, e l'8 maggio ordinò che la cavalleria attaccasse le colline della Cappella (Capilla) e della Croce (Cruz), con cui poté dominare una lunga area che arrivava fino agli ingressi della città di León.
Il 21 maggio, Villa ricevette 8 000 uomini di rinforzo, con i quali intraprese una grande offensiva all'alba del giorno 22. Il generale Felipe Ángeles continuò l'attacco, simultaneamente, nelle haciendas di Otates e di Santa Ana del Conde. In questo luogo, Obregón fu sconfitto, con la perdita della cavalleria di Francisco Murguía, oltre alle mancanze di munizioni, acqua e alimenti per i suoi cavalli, ma riuscì a proteggersi con la linea di fuoco del colonnello Enríquez. Villa voleva impossessarsi di Santa Ana del Conte a tutti i costi, per questo si installò a Duarte dalla mattina del 2 giugno e ordinò al generale Ángeles di cannoneggiare la località.

## Battaglia di León
La notte del 2 giugno 1915 Obregón ordinò che si scavassero trincee intorno alla stazione La Trinidad, per salvaguardare i treni e evitare che i villisti se ne impossessassero.
La mattina del 3 giugno, Obregón uscì con alcuni membri della sua scorta a percorrere il cortile principale di una hacienda, dalla quale avevano ricevuto rapporti di attacchi villisti. Subito, un gruppo di soldati al servizio di Villa uscì e attaccò con granate il gruppo di uomini, e Obregón, che fu ferito da uno dei proiettili, perse il suo braccio destro.
Raccontò quello che avvenne quel 3 giugno del 1915:
6:00 del mattino: Obregón marciò dal suo quartier generale a Trinidad fino a Santa Ana del Conde, accompagnato dal generale Diéguez e altri ufficiali del suo Stato Maggiore.
7:00 del mattino: Obregón e Murguía salirono sulla torretta della hacienda di Santa Ana, per vedere da questo punto i movimenti e l'ubicazione degli avversari. Lì l'aspettavano già i generali Castro e Alejo González. Nella torretta accordarono la strategia di attacco e l'ora in sui sarebbe avvenuta l'offensiva.
9:00 del mattino: Individuarono una colonna di Villisti, con artiglieria, che si dirigeva ad attaccare la hacienda. Immediatamente Obregón ordinò di mobilitare tutte le cavallerie che c'erano nel podere, che erano più di 1 000 dragoni, e prepararsi alla battaglia.
Obregón scese dalla torretta e si diresse alle trincee, dove combattevano i soldati dell'Ottavo Battaglione del Sonora.
Quando Obregón stava a 70 metri scarsi dalle trincee, scattanti un gruppo di soldati al servizio di Villa, uscì e attaccò con granate il gruppo di uomini di Obregón, esplodendo vicino a lui la prima granata.
Fece uno sforzo per nascondersi nelle trincee ma quando stava per arrivare al riparo, una granata esplose e lo scagliò in un piccolo cortile che separava le trincee dalla hacienda. Quando cercò di alzarsi, si rese conto che nell'esplosione aveva perso la sua mano destra e parte dello stesso braccio.
Il colonnello Garza, allarmato perché il generale Obregón intendeva suicidarsi (azionò alla sua tempia una pistola già scaricata), si trascinò e gli sottrasse la pistola. Il colonnello Piña e il capitano Valdez portarono via Obregón dal mezzo della sparatoria. Gravemente ferito, Obregón riuscì comunque ad arrivare sui propri passi all'interno della hacienda di Santa Ana, dove ricevette le prime cure.
Ordinò al generale Murguía: "Dica lei al Primo Capo che sono caduto compiendo il mio dovere e che muoio benedicendo la Rivoluzione"
Nonostante gli antecedenti, le truppe obregoniste si batterono ma non riuscirono a fermare le truppe villiste, le quali impedirono loro la ritirata.
Alla conclusione del combattimento e vedendo che erano riusciti nella missione,  i villisti tornarono ai loro accampamenti. Obregón in quel momento ebbe un crollo psicologico per la perdita del suo braccio e cercò di suicidarsi sparandosi alla tempia con una pistola che però era scarica. Poche ore più tardi riprese il senno e fu informato della presa di León da parte delle forze di Villa. Quest'ultimo stabilì il suo quartier militare in una casa nella città.
Inspiegabilmente Villa ordinò l'alt al capo cannoniere e che retrocedessero i battaglioni, che erano quasi arrivati alle trincee obregoniste.
Nelle file carranziste, il generale Hill assunse il comando in assenza di Obregón e decise di riprendere l'offensiva e finire con il nemico che ripiegava su León. Con questo attacco l'esercito carranzista riuscì ad avanzare fino alle porte di León, facendo fuggire le truppe di Villa, il quale vedendosi sconfitto andò ad Aguascalientes, abbandonando grande quantità di armi e munizioni a León. Praticamente queste ultime battaglie, conosciute come di La Trinidad, configurarono il trionfo del costituzionalismo e la sconfitta del villismo.